# Karku purvs
Karku purvs este o arie protejată (arie specială de conservare — SAC, sit de importanță comunitară — SCI, arie de protecție specială avifaunistică — SPA) din Letonia întinsă pe o suprafață de 309,22 ha, integral pe uscat.

## Localizare
Centrul sitului Karku purvs este situat la coordonatele 57°49′18″N 25°41′43″E / 57.8216°N 25.6954°E.

## Înființare
Situl Karku purvs a fost declarat arie de protecție specială avifaunistică în decembrie 2002 pentru a proteja 7 specii de animale. Alte tipuri de protecție:
- sit de importanță comunitară (în mai 2004)
- arie specială de conservare (în mai 2004)[1][3][4]

## Biodiversitate
Situată în ecoregiunea boreală, aria protejată conține 7 habitate naturale: Lacuri și iazuri distrofice naturale, Turbării active, Mlaștini oligotrofe degradate, capabile încă de regenerare naturală, Depresiuni pe substraturi de turbă de Rhynchosporion, Taiga vestică, Păduri fino-scandinave bogate în ierburi cu Picea abies, Mlaștini împădurite.
La baza desemnării sitului se află mai multe specii protejate de  păsări (7): cocoșul de mesteacăn (Bonasa bonasia), ciocănitoare neagră (Dryocopus martius), cocor (Grus grus), ferestraș mic (Mergus albellus), cocoșul de mesteacăn (Tetrao tetrix tetrix),  cocoș de munte (Tetrao urogallus), fluierar de mlaștină (Tringa glareola)
Pe lângă speciile protejate, pe teritoriul sitului au mai fost identificate 1 specie de păsări, 1 specie de nevertebrate.